# Governo di Rudinì II
Il Governo di Rudinì II è stato il trentaduesimo esecutivo del Regno d'Italia, il secondo guidato da Antonio di Rudinì.  
Esso, nato in seguito alle dimissioni del governo precedente, è stato in carica dal 10 marzo al 15 luglio 1896 (sebbene già dimissionario dal precedente 5 luglio), per un totale di 127 giorni, ovvero 4 mesi e 5 giorni. 
A partire da questo governo (salvo alcune saltuarie eccezioni precedenti), a causa degli strascichi delle politiche trasformiste di Agostino Depretis (che crearono il Grande Centro) e  della Crisi di fine secolo, nata da nuove istanze politiche, economiche e sociali dell’Età giolittiana che la classe politica ottocentesca faticava a gestire (e che erano invece sfruttate dal Partito Socialista Italiano e dal Partito Repubblicano Italiano), si avvierà una fase di progressivo avvicinamento ideologico e di collaborazione stabile delle due principali forze politiche dell’Italia liberale (Sinistra storica e Destra storica), unificatesi poi nel 1913 sotto il nome di Unione Liberale (UL).

## Compagine di governo

### Appartenenza politica
| Partito | Partito          | Presidente | Ministri | Sottosegretari | Totale |
| ------- | ---------------- | ---------- | -------- | -------------- | ------ |
|         | Destra storica   | 1          | 6        | 5              | 12     |
|         | Sinistra storica | -          | 2        | 5              | 7      |
|         | Indipendente     | -          | 4        | 1              | 5      |

### Situazione parlamentare
NOTA: Ai tempi del Regno d'Italia, poiché secondo lo Statuto Albertino il governo rispondeva nei fatti al solo Re, la fiducia parlamentare in senso moderno non era obbligatoria (ed in tal senso vari sono stati i casi di formazione di un governo palesemente privo di tale supporto). La prassi di determinare la sopravvivenza dell’esecutivo in base al supporto parlamentare, dunque, si è andata sviluppando solo successivamente, specie con l’ascesa dei partiti di massa e con l’introduzione del sistema proporzionale, in tempi molto più tardi rispetto all’unità, ed ufficialmente solo con la Costituzione della Repubblica Italiana. Per questo motivo, il grafico sottostante espone, secondo ricostruzioni e dichiarazioni, nonché secondo la composizione del governo, l’eventuale supporto che questo avrebbe o ha ottenuto.
| Camera              | Collocazione | Partiti                       | Seggi     |
| ------------------- | ------------ | ----------------------------- | --------- |
| Camera dei deputati | Maggioranza  | DEM (334), PLC (104), IND (8) | 446 / 508 |
| Camera dei deputati | Opposizione  | ER (47), PSI (15)             | 62 / 508  |

## Composizione
| Carica                                | Titolare                              | Titolare                              | Titolare                                              | Sottosegretario                                        |
| Presidenza del Consiglio dei ministri | Presidenza del Consiglio dei ministri | Presidenza del Consiglio dei ministri | Presidenza del Consiglio dei ministri                 | Sottosegretario di Stato alla Presidenza del Consiglio |
| ------------------------------------- | ------------------------------------- | ------------------------------------- | ----------------------------------------------------- | ------------------------------------------------------ |
| Presidente del Consiglio dei ministri |                                       |                                       | Antonio Starabba, marchese di Rudinì (Destra storica) | Carica non assegnata                                   |
| Ministri senza portafoglio            | Ministri senza portafoglio            | Ministri senza portafoglio            | Ministri senza portafoglio                            | Sottosegretario                                        |
| Commissario Civile per la Sicilia     |                                       |                                       | Giovanni Codronchi Argeli (Destra storica)            | Carica non assegnata                                   |
| Ministero                             | Ministri                              | Ministri                              | Ministri                                              | Sottosegretario                                        |
| Affari Esteri                         |                                       |                                       | Onorato Caetani Di Sermoneta (Destra storica)         | Lelio Bonin-Longare                                    |
| Agricoltura, Industria e Commercio    |                                       |                                       | Francesco Guicciardini (Indipendente)                 | Carlo Compans                                          |
| Lavori Pubblici                       |                                       |                                       | Costantino Perazzi (Destra storica)                   | Giacomo De Martino                                     |
| Interno                               |                                       |                                       | Antonio Starabba, marchese di Rudinì (Destra storica) | Emilio Sineo                                           |
| Pubblica Istruzione                   |                                       |                                       | Emanuele Gianturco (Sinistra storica)                 | Tancredi Galimberti                                    |
| Guerra                                |                                       |                                       | Cesare Ricotti Magnani (Destra storica)               | Luchino Dal Verme                                      |
| Marina                                |                                       |                                       | Benedetto Brin (Indipendente)                         | Giuseppe Palumbo (dal 9 aprile 1896)                   |
| Finanze                               |                                       |                                       | Ascanio Branca (Sinistra storica)                     | Giorgio Arcoleo (dal 30 marzo 1896)                    |
| Tesoro                                |                                       |                                       | Giuseppe Colombo (Destra storica)                     | Vincenzo De Bernardis                                  |
| Grazia e Giustizia e Culti            |                                       |                                       | Giacomo Giuseppe Costa (Indipendente)                 | Scipione Ronchetti                                     |
| Poste e Telegrafi                     |                                       |                                       | Pietro Carmine (Indipendente)                         | Matteo Mazziotti                                       |

## Cronologia
- 10 marzo - Il governo giura dinnanzi al Re.
- 11 luglio - A distanza di soli quattro mesi, in seguito ad una crisi extra-parlamentare creatasi in seguito alle opposizioni del ministro Cesare Francesco Ricotti-Magnani di portare l’organico dell’esercito ad 8 corpi d’armata anziché a 12 come volevano il Re e la maggioranza dei generali, insieme ad altre divergenze su tagli ad alcuni ministeri, vari ministri si dimisero, travolgendo così il governo. Il Re dunque, accettate le dimissioni del Presidente di Rudinì, tenuto conto dell’assenza di un esplicito voto di sfiducia, riconferisce a quest’ultimo il mandato esplorativo.
- 15 luglio - Con il giuramento del nuovo esecutivo termina ufficialmente l’esperienza di governo.